# Medio penique (moneda decimal)
La moneda decimal de medio penique (12p o £0.005), introducida en febrero de 1971, durante la decimalización de la libra esterlina, equivalía una ducentésima parte de una libra. Esta moneda pasó prácticamente desapercibida en gran parte del sistema bancario, en el que directamente, las transacciones se redondeaban a la cifra de un penique. 
El medio penique decimal tenía exactamente el mismo valor que 1.2 peniques predecimales, y fue introducido para permitir la expresión de artículos de un valor bajo, y así traducirlos a las nuevas unidades monetarias de la libra decimal. La posibilidad de ponerle precios que incluyeran una denominación extraña como era la de medio penique, hacía más práctico retener la moneda de seis peniques en circulación (revalorizada como 2.5 nuevos peniques) junto con las nuevas monedas.  
La moneda de medio penique contenía un retrato de perfil de la reina Isabel II; El reverso contenía una imagen de la corona de San Eduardo.
La moneda fue acuñada en bronce (al igual que las monedas de uno y dos peniques), y era la menor tanto en tamaño como en valor. El tamaño expresaba una relación con el valor de las moneda de uno y dos peniques (pesaba la mitad de una moneda de un penique, y un cuarto de la moneda de dos), lo que la volvió relativamente impopular.
La moneda de medio penique fue sacada de circulación en diciembre de 1984

## Diseño
La moneda de medio penique contenía un retrato de perfil de la reina Isabel II; El reverso, diseñado por Christopher Ironside, contenía una imagen de la corona de San Eduardo, junto con el numeral "12" junto con la corona y las frases NEW PENNY (en español: Nuevo Penique; empleada entre 1971 y 1981) o HALF PENNY (en español: Medio Penique; empleada entre 1971 y 1981)
Se empleó un único diseño en el anverso. La inscripción alrededor del retrato de la reina rezaba ELIZABETH II D.G.REG qué significa (Isabel II: por la gracia de Dios, Reina). Este anverso contiene también un año de acuñación comenzado siempre con 19 (71- 84). Ambos lados de la moneda estaban encerrados por puntos, una característica común en las monedas, conocidas como abalorios.
Todas las monedas decimales producidas antes de 1984, contienen un retrato de la reina Isabel II, en el anverso, el cual fue diseñado por Arnold Machin. En el retrato, la monarca porta la tiara de las niñas de Gran Bretaña e Irlanda

## Status legal
La moneda de medio penique era de curso legal en montos que no excedieran los veinte peniques en total (es decir, 40 monedas). Sin embargo, en el Reino Unido, el término "curso legal", posee un significado muy angosto que hace que sea improbable que se afecten las transacciones diarias. Curso legal significa que un deudor no puede ser satisfactoriamente demandado por el impago de una deuda si se ha ofrecido incondicionalmente a pagar con moneda de curso legal. El defensor en tal caso, podría ser capaz de levantar una defensa de oferta, antes de la demanda.
Un comerciante, por ejemplo, no tenía ninguna obligación de aceptar monedas de medio penique como forma de pago; Igualmente, también podían tener la discreción de aceptar únicamente pagos en monedas de medio peniques si así lo deseasen.

## Cantidades acuñadas
Cantidad de monedas acuñadas por año lanzadas para circulación general (excluyendo aquellas monedas de prueba)
- 1971 ~ 1,394,188,251
- 1972 ~ In proof sets only
- 1973 ~ 365,680,000
- 1974 ~ 365,448,000
- 1975 ~ 197,600,000
- 1976 ~ 412,172,000
- 1977 ~ 66,368,000
- 1978 ~ 59,532,000
- 1979 ~ 219,132,000
- 1980 ~ 202,788,000
- 1981 ~ 46,748,000
- 1982 ~ 190,752,000
- 1983 ~ 7,600,000
- 1984 ~ In proof sets and 'uncirculated' sets only

- 1971 ~ 1,394,188,251
- 1972 ~ In proof sets only
- 1973 ~ 365,680,000
- 1974 ~ 365,448,000
- 1975 ~ 197,600,000
- 1976 ~ 412,172,000
- 1977 ~ 66,368,000
- 1978 ~ 59,532,000
- 1979 ~ 219,132,000
- 1980 ~ 202,788,000
- 1981 ~ 46,748,000
- 1982 ~ 190,752,000
- 1983 ~ 7,600,000
- 1984 ~ Solo en sets de prueba y "sin circular"

## Moneda de un cuarto de penique
Durante los 1960s, se propuso la creación de una moneda de un cuarto de un penique de aluminio (que le hubiese permitido seguir circulando a la moneda pre-decimal de Tres peniques, con un nuevo valor de 1 1/4 peniques), pero el proyecto fue descartado.